# (164469) 2006 DC199
(164469) 2006 DC199 es un asteroide perteneciente al cinturón de asteroides, descubierto el 28 de febrero de 2006 por el equipo del Lincoln Near-Earth Asteroid Research desde el Laboratorio Lincoln, Socorro, Nuevo México.

## Designación y nombre
Designado provisionalmente como 2006 DC199.

## Características orbitales
2006 DC199 está situado a una distancia media del Sol de 2,263 ua, pudiendo alejarse hasta 2,572 ua y acercarse hasta 1,953 ua. Su excentricidad es 0,137 y la inclinación orbital 5,995 grados. Emplea 1243,33 días en completar una órbita alrededor del Sol.
Pertenece a la familia de asteroides de (2076) Levin.

## Características físicas
La magnitud absoluta de 2006 DC199 es 16,90. 